# 红耳巢鼠
红耳巢鼠（学名：Micromys erythrotis）一种分布于印度、缅甸、越南及中国南方等地区的小型哺乳动物，隶属于鼠科巢鼠属。模式产地为印度阿萨姆卡西山。

## 分类地位
本种曾长期被视为巢鼠（Micromys minutus）南亚亚种。2005年日本学者通过基因分析认为成都标本可能是一个不同于巢鼠的独立物种。2009年俄罗斯学者通过形态和遗传分析认为中国成都和越南北部的巢鼠应为一个独立物种，遂将本种提升为有效种。

## 形态特征
红耳巢鼠颧骨平直；上门齿较长、切口为垂直；下门齿有外翻趋势，门齿间距较宽。胡须呈蓬松状。背毛暗灰色，腹部稍淡，异色不明显；尾上下同为黑褐色。